# Haukanpesänjärvi
Haukanpesänjärvi är en sjö i Kiruna kommun i Lappland och ingår i Torneälvens huvudavrinningsområde. Sjön har en area på 0,0456 kvadratkilometer och ligger 314 meter över havet.

## Delavrinningsområde
Haukanpesänjärvi ingår i det delavrinningsområde (752968-177359) som SMHI kallar för Inloppet i Ylinenjärvi. Medelhöjden är 313 meter över havet och ytan är 2,19 kvadratkilometer. Det finns ett avrinningsområde uppströms, och räknas det in blir den ackumulerade arean 4,87 kvadratkilometer. Vattendraget som avvattnar avrinningsområdet har biflödesordning 4, vilket innebär att vattnet flödar genom totalt 4 vattendrag innan det når havet efter 316 kilometer. Avrinningsområdet består mestadels av skog (62 procent) och sankmarker (30 procent). Avrinningsområdet har 0,05 kvadratkilometer vattenytor vilket ger det en sjöprocent på 2,2 procent.